# Siennica Różana (kolonia w województwie lubelskim)
Siennica Różana – kolonia w Polsce położona w województwie lubelskim, w powiecie krasnostawskim, w gminie Siennica Różana.
W latach 1975–1998 miejscowość administracyjnie należała do województwa chełmskiego.
Wierni Kościoła rzymskokatolickiego należą do parafii Wniebowzięcia Najświętszej Maryi Panny w Siennicy Różanej.